# 연령군 이훤 신도비
연령군 이훤 신도비(延齡君 李昍 神道碑)는 조선 숙종의 아들로 오위도총부(五衛都摠府) 도총관(都摠管)을 지낸 연령군 이훤(李昍, 1699∼1719)의 신도비이다. 

## 개요
이 비는 원래 경기도 금천현(衿川縣) 번당리(樊塘里), 즉 지금의 서울특별시 동작구 서울대방초등학교 교정의 묘소에 세워져 있었다. 1940년 경성지구(京城地區)의 구획정리에 따라 묘역은 충청남도 예산군 덕산(德山)으로 옮겨졌으나 신도비는 현지에 그대로 남아 있다가 1967년 8월 3일 육군사관학교로 옮겨졌다. 육군사관학교에 의해 사관학교 내로 이전한 이후, 육군박물관과 연계된 야외 전시물로 기능하고 있다.

## 현지 안내문

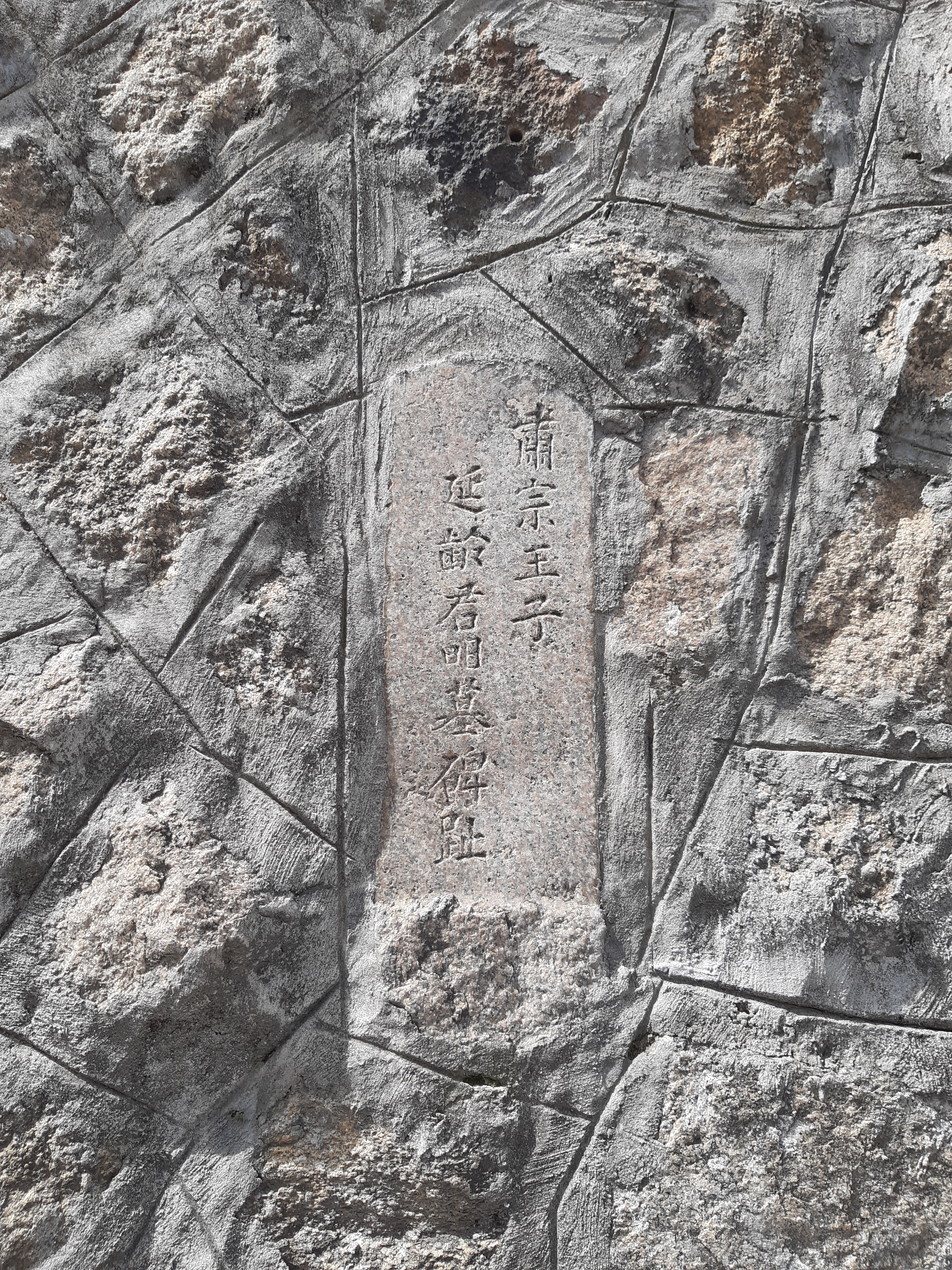
서울대방초등학교 벽에 있는 연령군 이훤 신도비 비석

이 비는 숙종의 여섯째 아들인 연령군(延齡君) 이훤(李昍: 1699~1719)의 행적을 기록한 신도비다. 연령군은 17세 때 대궐에서 나와 사저로 돌아갔다. 그는 종부시·도총부·사옹원의 별직을 겸직하였다. 그가 후손도 없이 21세의 젊은 나이에 병환으로 죽자, 1720년(숙종 46)에 왕명으로 이 비를 세웠다. 좌의정 이이명(李頤命)이 비문을 지었고, 예조판서 조태구(趙泰耉)가 글씨를 썼으며, 우참찬 민진원(閔鎭遠)이 전액을 썼다. 비문에는 비의 건립 이유, 연령군의 일생과 품행, 숙종에 대한 지극한 효행 등이 기록되어 있다. 이 비는 옥개석(屋蓋石)·비신(碑身)·귀부(龜趺)를 갖춘 것으로 조선시대 후기에 나타난 다양한 형식의 석비 가운데 하나다. 비의 옥개석은 팔작지붕 형태인데 용마루에 두 마리의 이무기가 아치모양을 하고 양끝을 바라보고 있다. 옥개석의 팔작지붕 처마 끝마다 각각 이무기의 얼굴을 양각하였다. 귀부는 비신에 비해 상대적으로 크게 만들었는데, 입에 여의주를 물고 있는 용의 얼굴을 한 것이 특징이다. 원래 이 비와 묘는 지금의 영등포구 대방초등학교 교정에 있었는데, 1940년 묘역을 충청남도 예산 덕산면으로 옮기면서 이 비만 남아 있었다. 1967년에 이곳으로 비를 옮겼다.

## 같이 보기
- 서울대방초등학교

## 참고 자료
- 연령군 이훤 신도비 - 국가유산청 국가유산포털